# Hutuer
Hutuer (IPA: /huːˈtuː/), även Bahutu eller  Wahutu, är ett jordbrukande bantufolk i Rwanda och Burundi där de utgör en majoritet av befolkningen, i slutet av 1900-talet uppgick de till omkring 9,5 miljoner människor i de två länderna. Mindre grupper finns även i Uganda, Tanzania, Kongo-Kinshasa och Kenya.
Relationen till tutsierna har präglats av ömsesidig fientlighet. Ursprungligen beboddes området av Twafolket, men de tvingades iväg av hutuerna. När sedan tutsierna vandrade in under 1200- och 1300-talen tvingades hutuerna underkasta sig dem. Denna maktbalans rådde fram till 1959–61 då hutuerna tog makten och förvisade tutsierna från Rwanda. I Burundi fortsatte däremot tutsierna att underminera hutuerna. Fientligheten mellan grupperna har bland annat lett till folkmord i Burundi mot hutuer av tutsier 1972, mot tutsier av hutuer 1993,[källa behövs] samt folkmordet i Rwanda 1994 då  tutsier och moderata hutuer dödades av hutuer.